# Доронин, Сергей Александрович
Сергей Александрович Доро́нин (род. 2 января 1965, Кирово-Чепецк) — российский политик, депутат Государственной Думы Федерального Собрания Российской Федерации VI созыва от Кировской области в составе федерального списка кандидатов, выдвинутого политической партией «Справедливая Россия». Заместитель председателя Комитета Государственной Думы по аграрным вопросам. 18 сентября 2016 г. был избран депутатом Государственной Думы VII созыва. 26 сентября 2016 года отдал депутатский мандат экс-директору производственной компании «Макфа» Вадиму Белоусову.

## Биография
Родился 2 января 1965 года в г. Кирово-Чепецк Кировской области, СССР. Окончил школу № 2 в г. Кирово-Чепецке..
После окончания школы в период с 1982 по 1983 год работал на Кирово-Чепецком химическом комбинате (в сезоне 1982/1983 также защищал ворота кирово-чепецкого хоккейного клуба «Олимпия»), затем был призван в армию на 2 года. Вернувшись из армии в 1985 году, устроился в одну из частей противопожарной службы МВД СССР. В 1987 году уволился из МВД СССР и вплоть до 1994 года работал в сфере строительства: сначала в Кирово-Чепецком управлении строительства, затем в Нововятском ХДРСУ и УМиАТ треста «Спецмонтажмеханизация».;
В 1994 году Сергей Доронин открыл свою первую фирму ООО «Мидас», занимающуюся оптовой и розничной продажей продуктов питания, а в 2003 году — ООО «Инвестпром», специализирующуюся на прочей оптовой торговле. В этот же год Сергей Александрович Доронин зарегистрировался как индивидуальный предприниматель. Уже в 2005 году Сергей Доронин станет основателем и генеральным директором мясоперерабатывающего завода «Абсолют». «Мидас», «Инвестпром» и «Абсолют» были объединены в группу компаний «Абсолют», а в 2006 году этот список пополнило ООО «Абсолют-Агро».
В 2006 году Сергей Доронин был избран депутатом Законодательного Собрания Кировской области IV созыва (на пятилетний срок), став председателем фракции «Справедливая Россия». Кроме того, в этот же временной период Доронин являлся членом комитета по экологической безопасности, природопользованию и лесному комплексу, а также членом комитета по аграрным вопросам, переработке сельхозпродукции и развитию сельских территорий.
16 февраля 2008 года депутат Доронин был избран председателем Совета регионального отделения «Справедливой России» в Кировской области, а 25 апреля 2008 года — членом Центрального совета данной политической партии и членом Правления Российской Торгово-Промышленной Палаты. Летом 2008 года Сергей Доронин закончил Московскую финансово-юридическую академию (МФЮА) по специальности менеджмент организации.;
В 2009 году Доронин уходит с должности генерального директора ООО «Абсолют-Агро» и вплоть до 2011 года возглавляет региональное отделение политической партии «Справедливая Россия» в Кировской области.
В марте 2011 года Доронин был избран депутатом Законодательного Собрания Кировской области V созыва (с марта по декабрь 2011 г.), также оставаясь председателем политического блока от «Справедливой России» . Одновременно Доронин был выбран заместителем председателя комитета по бюджету и налогам, членом комитета по аграрным вопросам, переработке сельхозпродукции и развитию сельских территорий.
4 декабря 2011 года Доронин был избран депутатом Государственной Думы VI созыва.
В начале 2012 года его назначают заместителем председателя Комитета Госдумы по аграрным вопросам.
В 2014 году Доронин возглавил Экспертный совет фракции «Справедливая Россия» по сельскому хозяйству. Член правления Российской торгово-промышленной палаты.

## Голосование по резонансным законодательным инициативам
Вступление России во Всемирную торговую организацию — против. По словам Сергея Доронина со ссылкой на неправительственных экспертов, из-за присоединения к ВТО сельское хозяйство к 2020 году потеряет 3,3 трлн рублей, что приведет к потере 1,7 млн гражданами их рабочих мест. В качестве меры предотвращения банкротства предприятий АПК зампред думского комитета предложил повысить объёмы поддержки отечественного сельского хозяйства вдвое — до 270 млрд рублей в год, особенно объёмы субсидирования кредитов, взятых на модернизацию и создание новых производственных мощностей, учитывая удлинение сроков окупаемости проектов.
«Закон Димы Яковлева» — против. Сергей Доронин оказался единственным кировским депутатом, не проголосовавшим за Закон «О мерах воздействия на лиц, причастных к нарушениям основополагающих прав и свобод человека, прав и свобод граждан Российской Федерации», известный как «закон Димы Яковлева».

## Социальные проекты

### Реализация Федеральной целевой программы «Социальное развитие села» в Кировской области

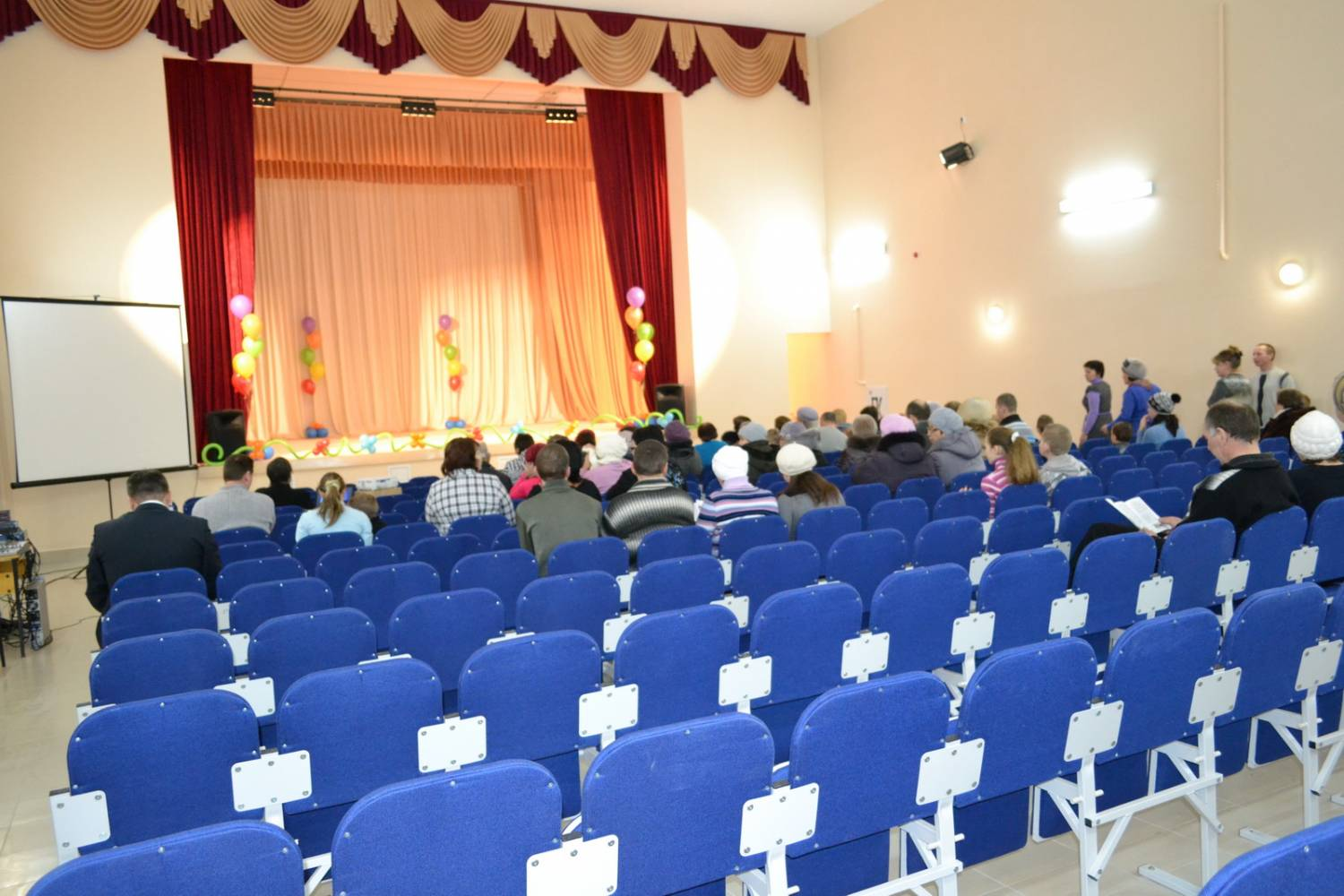
Обновлённый Дом культуры в селе Филиппово

Местным градообразующим предприятием ООО «Абсолют-Агро», генеральным директором которого в 2006—2009 гг. был Сергей Доронин, в селах Филиппово и Каринка Кирово-Чепецкого района в период с 2006 по 2012 гг. были построены жилые микрорайоны для молодых специалистов, дороги, детские и спортивные площадки, проводился ремонт школ и детских садов, учреждений культуры и здравоохранения.
В селе Филиппово был реконструирован Дом культуры, где после ремонта располагаются зрительный, кино- и танцевальный залы, библиотека, помещения для занятий кружков и спортивных секций. Также была отремонтирована сельская школа, где были установлены новые пластиковые окна, отремонтированы внутренние помещения, а учебные классы оснащены интерактивными досками и проекторами, компьютерной техникой.
В селе Каринка по программе «Социальное развитие села» были построены жилые микрорайоны, обеспеченными центральным проездом, гостевыми карманами для машин, пешеходными тротуарами, инфраструктурными комплексами.
За время реализации ФЦП в селах выросла рождаемость и превысила уровень смертности. С 2006 по 2012 год здесь зарегистрировано 183 новорождённых.
В селах начато строительство горнолыжного комплекса, ипподрома с конкурным полем и 20 домов для специалистов предприятий, благоустроена территория поселений.

### Возрождение храмового комплекса Вознесения Господня в селе Каринка

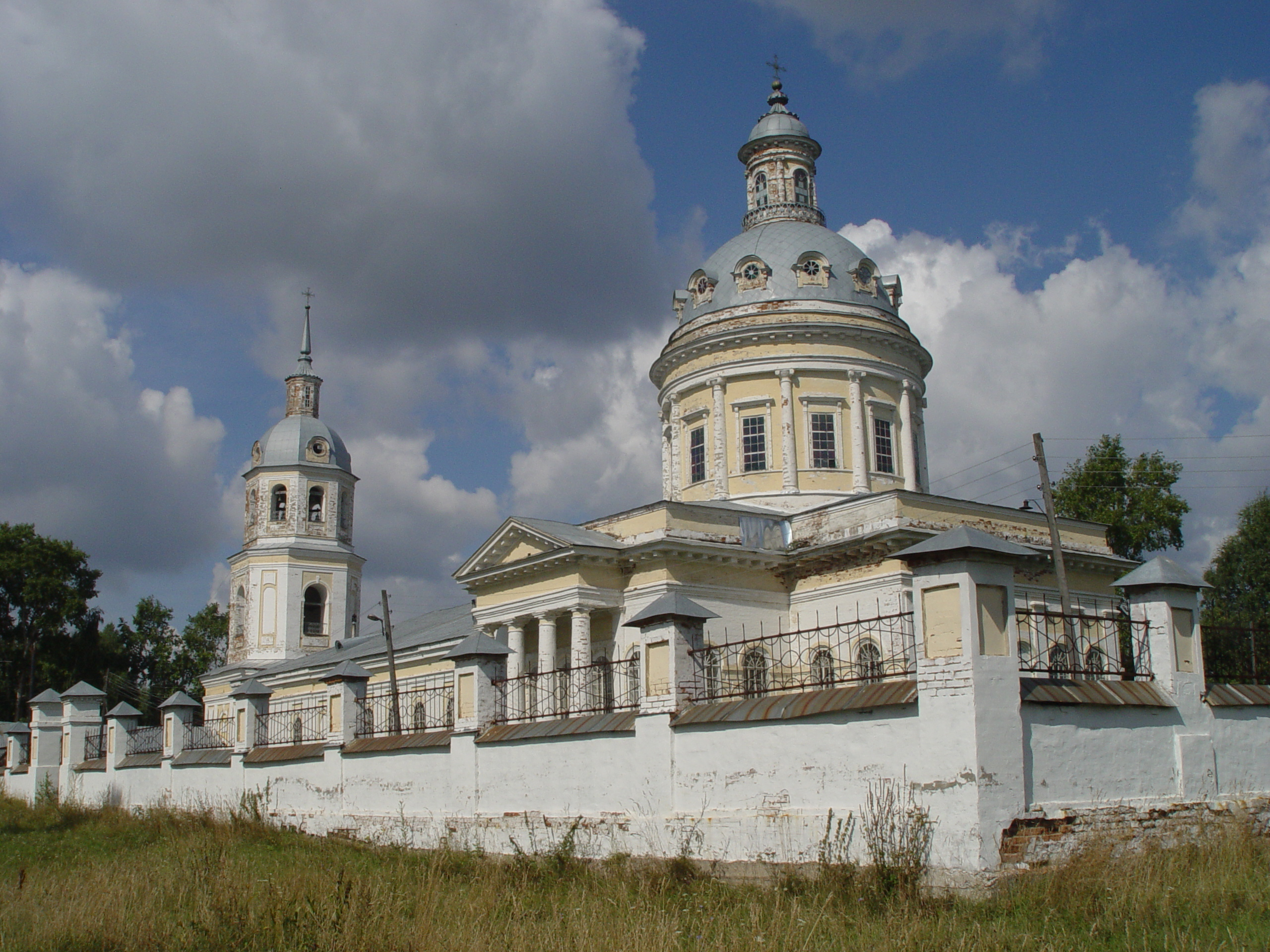
Храмовый комплекс Вознесения Господня

Храм Вознесения Господня, построенный в стиле русского классицизма — достопримечательность села Каринка Кирово-Чепецкого района Кировской области. Летопись данной исторической постройки ведется с 1764 года. Построена она был на средства, собранные с жителей более 80 близлежащих деревень.
В середине XX века церковь была обезглавлена, кресты сброшены, почти полностью разрушена колокольня. До 1988 года храм использовался под хозяйственные нужды (здесь в разное время располагались мастерская по ремонту тракторов, токарная мастерская, энергоцех и зерновой склад).
В 1988 году усилиями руководителя местного предприятия началось восстановление храма. Были воссозданы более 80 уникальных фресок. Существует предание, согласно которому внутреннее убранство храма выполнено по образцам братьев Васнецовых, известных в России вятских художниках. В 1989 году в храме проведена первая служба.
С 2007 года Сергей Доронин начал сбор документов для признания храма Вознесения памятником истории и культуры федерального значения. Для оформления всей необходимой документации было проведено межевание земельного участка, собраны средства об объекте, его особенностях, историко-культурных ценностях. В 2008 году памятник был поставлен на государственный учёт как вновь выявленный памятник истории и культуры.
7 ноября 2012 года при поддержке губернатора Кировской области Никиты Белых состоялась встреча Сергея Доронина с министром культуры России Владимиром Мединским. Сергей Доронин лично обратился к министру с просьбой о положительном решении вопроса о включении храма Вознесения Господня в единый государственный реестр объектов культурного наследия (памятников истории и культуры) народов РФ (к тому моменту все документы уже находились в профильном ведомстве).
«Уже сейчас на территории района реализуется программа „Васнецовское Рябово“, целью которой является популяризация творчества выдающихся русских художников Васнецовых, — заявил Сергей Доронин 16 ноября 2012 в интервью газете „Наш город Кирово-Черецк“. — Храм Вознесения расположен внутри так называемого „Васнецовского кольца“ и входит в туристическую и рекреационную зону».
27 февраля 2013 года распоряжением Председателя Правительства РФ Дмитрия Медведева храм официально внесен в единый государственный реестр объектов культурного наследия (памятников истории и культуры) народов РФ.

### Проект «Хоккей в нашем дворе»

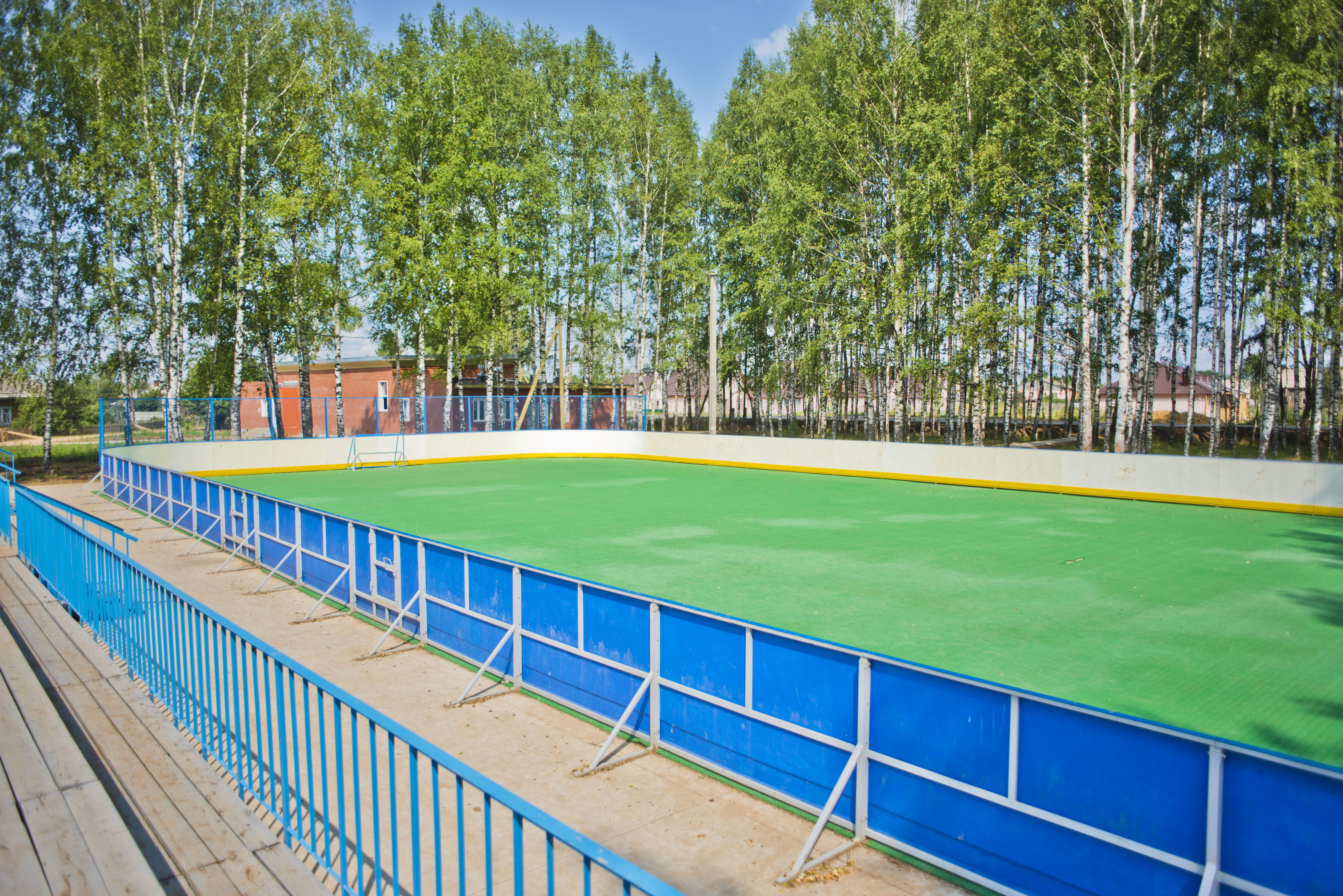
Спортивная площадка

Один из социальных проектов, реализованных в Кирово-Чепецком районе, «Хоккей в нашем дворе», инициатором которого также является С. А. Доронин, предполагает установку в районах Кировской области многофункциональных плоскостных спортивных сооружений — спортивных площадок с универсальным покрытием и зрительскими трибунами на более чем 200 мест. Летом они могут использоваться для игр в футбол, волейбол, баскетбол, зимой — в хоккей и для массового катания на коньках. Проект уже реализован в селах Филиппово и Каринка Кирово-Чепецкого района Кировской области.
В 2014 году между Сергеем Дорониным и губернатором Кировской области достигнута предварительная договоренность о строительстве таких площадок в каждом районе области.

## Спортивно-массовые мероприятия

### Всероссийский турнир по бодибилдингу и фитнес-бикини на Кубок имени Александра Вишневского

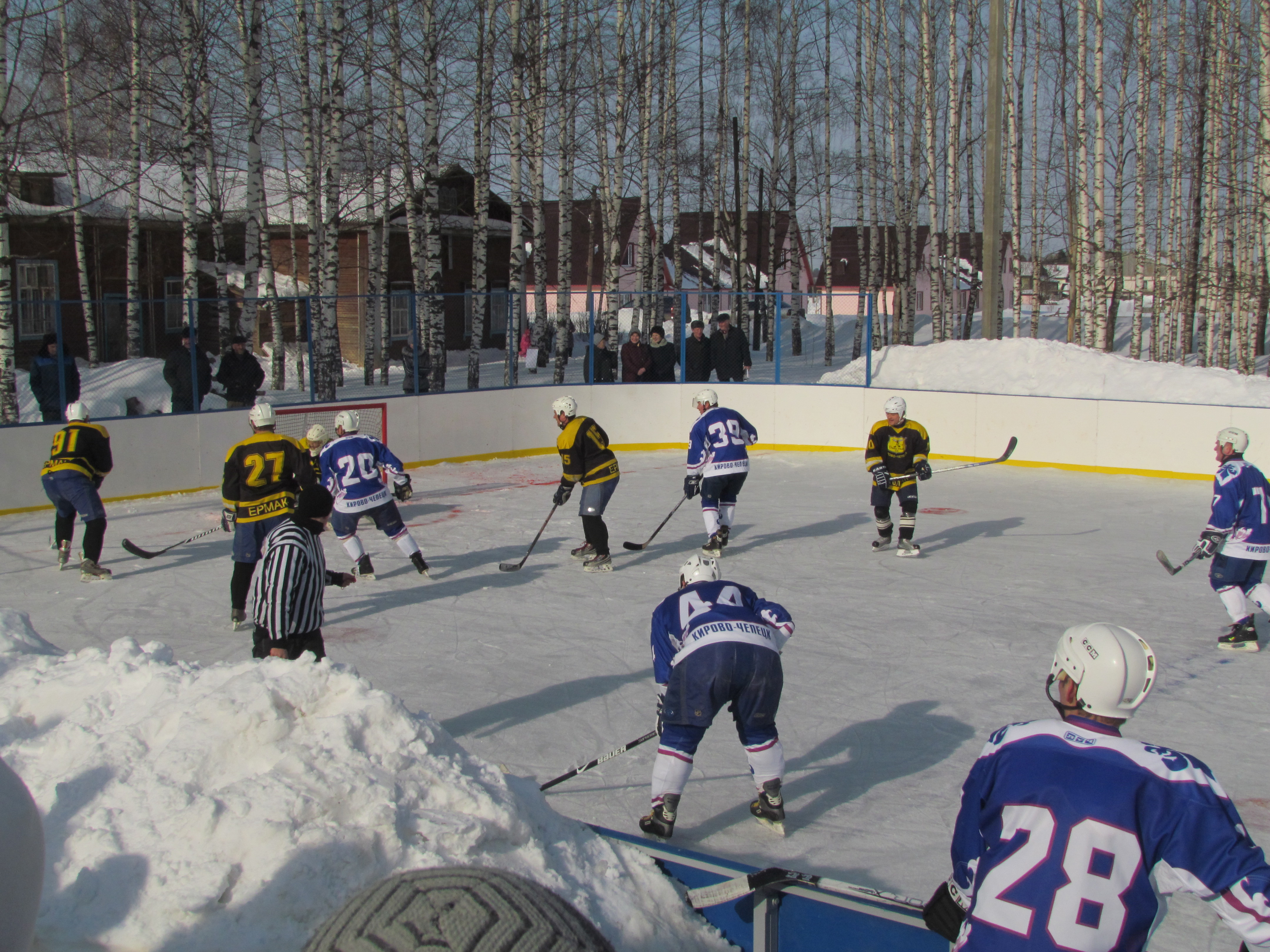
Хоккейная площадка

С. А. Доронин является организатором ежегодного турнира имени Александра Вишневского. Турнир по бодибилдингу проводится с 2011 года. На каждый турнир съезжаются порядка 100 спортсменов-культуристов из России, стран ближнего зарубежья. С 2014 года добавлена номинация «Пляжный бодибилдинг».
Специальным гостем турнира в 2013 году стал доминиканец Виктор Мартинес (Victor Martinez), двукратный победитель Арнольд классик (Arnold classic), серебряный призёр Мистер Олимпия (Mr. Olympia).
В 2014 году — Деннис Вольф (Dennis Wolf), абсолютный чемпион мира, победитель Арнольд классик (Arnold classic) и Марек Олейничак (Marek Olejniczak), чемпион мира и Европы, чемпион Польши.

### Хоккейные матчи между ветеранами команд «Динамо» и «Олимпия»
Хоккейные матчи между ветеранскими составами команд «Динамо» (г. Москва) и «Олимпия» (г. Кирово-Чепецк) проводились в 2009 и 2014 годах в городах Киров и Кирово-Чепецк соответственно. Сергей Доронин выступил в качестве инициатора и организатора этого мероприятия.
Участие в хоккейных турнирах на малой родине одного из лучших советских хоккеистов Александра Мальцева принимали олимпийские чемпионы, чемпионы мира и Европы разных лет: Александр Гусев, Виктор Шалимов, Юрий Лебедев, Михаил Шталенков, Юрий Шаталов, обладатель Кубка Стенли Сергей Пряхин и многие другие.
Открывал матчи двукратный олимпийский чемпион, девятикратный чемпион мира, восьмикратный — Европы Александр Мальцев.

## РазвитиеАПК
8 октября 2007 в селе Филиппово Кирово-Чепецкого района запущен в эксплуатацию первый в Кировской области свиноводческий комплекс, строительство которого было начато полутора годами ранее в рамках национального проекта «Развитие АПК» и программы «Социальное развитие села до 2012 года». Одним из учредителей выступил Сергей Доронин. К 2009 году было закончено строительство и развитие инфраструктуры предприятия, включающее в себя дороги, жильё для работников и многое другое.
16 апреля 2008 введен в действие завод по производству комбикорма. Тем самым завершен второй этап реализации национального проекта «Развитие АПК».
20 сентября 2011 Сергей Александрович Доронин, являвшийся до 2009 г. генеральным директором свиноводческого комплекса «Абсолют-Агро», представил губернатору Кировской области новое жильё для работников предприятия. В 2011 году было сдано в эксплуатацию 8 домов, каждый из которых рассчитан на проживание в нём четырёх семей. Территория является благоустроенной, в каждый дом проведены газ, вода и электричество. Всего по проекту должно быть построено 107 жилых домов.
Комитету по аграрным вопросам, заместителем председателя которого является Сергей Доронин, в 2012 г. удалось увеличить объёмы государственного финансирования сельского хозяйства на 2,3 млрд рублей. Большая часть этих средств — 1,6 млрд рублей — предусмотрена на мероприятия федеральной целевой программы «Социальное развитие села». Выделено 100 млн рублей на повышение заработной платы преподавателям российских сельских школ. Дополнительно в декабре 2012 года на «Социальное развитие села» в Кировской области из Федерального Бюджета было выделено более 27 млн рублей.
В 2014 году Доронин добился увеличения периода субсидирования инвестпроектов на развитие молочного животноводства с 8 до 15 лет с компенсацией из федерального бюджета 100 % ставки рефинансирования Банка России и возложением обязательств на бюджеты субъектов РФ по субсидированию до 3 % кредитной ставки.

### Взгляды на проблемы АПК и пути их решения
Сергей Доронин надеется, что в ходе пересмотра госпрограммы «Устойчивое развитие сельских территорий» ему удастся внедрить механизмы снижения критической долговой нагрузки. По мнению парламентария, закредитованность является главной проблемой сегодняшнего сельского хозяйства, решение которой не только спасёт хозяйства от банкротств, но и даст им ресурсы для развития. Депутат ссылается на официальную статистику 2013 года, согласно которой вся отрасль в целом заработала порядка 80 миллиардов рублей в то время, как общая ссудная задолженность сельхозпредприятий — почти 2 триллиона рублей. Чтобы расплатиться с долгами, по словам Доронина, потребуется около 30 лет.
Существенным шагом на пути выхода из кризиса АПК Доронин считает создание полноценного сельскохозяйственного банка, который работал бы вне нормативов Центрального банка и кредитовал сельхозпроизводителей под 1-2 % сроком до 30 лет. Парламентарий также предложил создать «банк плохих долгов» по примеру Германии, учредившей такой банк при объединении ФРГ и ГДР. Предприятия сельскохозяйственного комплекса ГДР списывали с балансов свои кредитные долги и заключали договор с Правительством и Министерством сельского хозяйства о реструктуризации и выплате долгов в течение 25-30 лет.
По словам Сергея Доронина, отечественное сельское хозяйство находится в состоянии кризиса после вступления России в Всемирную торговую организацию (ВТО), потому что к 2020 году будут обнулены или существенно снижены ввозные пошлины на сельхозпродукцию, но вместе с тем мировые рынки открыты для России только де-юре, а де-факто экспортировать товар могут лишь немногие хозяйства южных регионов, специализирующиеся на зерновых и бобовых культурах.
Ещё одну причину глубокого кризиса в сельском хозяйстве Сергей Александрович Доронин видит в недостатке государственного финансирования. По мнению агрария, дополнительные 20 млрд рублей, добавленные на исполнение Госпрограммы в 2015 г., будут нивелированы в связи с повышением стоимости дизельного топлива, и сельскохозяйственная отрасль снова будет серьёзно недофинансирована. В качестве образцовых стран депутат приводит в пример Германию, где из бюджета выделяется на сельское хозяйство 19 миллиардов евро, Белоруссию, где доля субсидий составляют 21 % (2,6 % ВВП страны), и Евросоюз, в котором объём помощи достигает 33 %. В России эта цифра, по словам Доронина, составляет чуть более одного процента. «Если бы Россия действовала аналогично Белоруссии, господдержка села в прошлом году должна была бы превысить 1,7 триллиона рублей. Я считаю, что как минимум такая цифра должна быть у нас в бюджете Российской Федерации, — вот при таком финансировании мы на самом деле сможем обеспечить продовольственную безопасность нашей страны», — заявил парламентарий на Заседании ГД РФ в декабре 2014.

## Награды
- Почётная грамота Законодательного Собрания Кировской области;
- Почетная грамота Государственной Думы «За существенный вклад в развитие законодательства в Российской Федерации и парламентаризма РФ»;
- Медаль МВД России «200 лет МВД России»;
- Общественная неправительственная медаль Союза нефтегазопромышленников России «За развитие нефтегазового комплекса России»;
- Нагрудный знак «Знак почета» Совета ветеранов органов внутренних дел и внутренних войск Кировской области;
- Памятная общественная медаль «За заслуги в области ветеринарии»;
- Памятная медаль ЦК КПРФ «90 лет Великой Октябрьской Социалистической революции».[2]

## Личная жизнь
Женат. Есть сын Тимур. Профессионально занимается хоккеем. Начиная с 1997 года, выиграл все проводимые областные соревнования по хоккею среди ветеранов. В 2003 году в составе Сборной команды ветеранов России под руководством А. П. Рагулина стал Чемпионом Мира по хоккею с шайбой среди ветеранов.